# 茹德里河
茹德里河（法語：Joudry，法語發音：[ʒudʁi]）是法国中央-盧瓦爾河谷大區卢瓦雷省的一条小溪，是奥尔良运河的支流，长2.6千米。